# 14537 Týn nad Vltavou
(14537) Týn nad Vltavou, denumire internațională (14537) Tyn nad Vltavou, este un asteroid din centura principală de asteroizi.

## Descriere
14537 Týn nad Vltavou este un asteroid din centura principală de asteroizi. A fost descoperit pe 10 septembrie 1997 la Observatorul Kleť de Miloš Tichý și Zdeněk Moravec
. Asteroidul prezintă o orbită caracterizată de o semiaxă mare de 2,54 ua, o excentricitate de 0,19 și o înclinație de 13,0° în raport cu ecliptica.